# Celia Monedero
Celia Monedero (Madrid, 27 april 2000) is een Spaans actrice. Ze is onder andere bekend van haar hoofdrol als Elvira 'Viri' Gomez in Skam España, de Spaanse versie van Skam.

## Biografie
Monedero werd geboren in Madrid, Spanje. Al op jonge leeftijd raakte ze geïnteresseerd in acteren en ging daarvoor naar de Juan Codino studio voor acteerlessen. Via de bijbehorende klas werd Monedero gecast in Skam España, haar eerste professionele acteerklus.
Naast acteren studeerde Monedero ook psychologie aan de universiteit. Ze heeft een goede band met haar vader en is een groot fan van het videospel Call of Duty.
Op 16 september 2018 debuteerde het derde seizoen van Skam España  op de Movistar+, gebaseerd op de Noorse serie Skam. Het derde seizoen focuste zich op Norah, gespeeld door Nicole Wallace, en Viri, gespeeld door Monedero. De Spaanse editie was hiermee uniek door op twee personages te focussen. Het seizoen waarin Wallace en Monedero de hoofdrol speelden won de "Cima TV Award for Equality" voor hoe thema's als feminisme  voor een jonge leeftijd worden behandeld. Monedero verscheen in de serie totdat de serie eindigde op 24 oktober 2020.
Monedero verscheen in 2021 in twee korte films, getiteld Fomo en Chicas. Ook speelde ze in een muziekvideo van Tutto Duráns El Momento. Een jaar later herenigde ze met Skam España-actrice Alba Planas in een gastrol van de Prime Video-televisieserie Días Mejores in 2022.  Ook was ze te zien in een terugkerende rol van Ruth in I Don't Like Driving, dat exclusief te zien was op HBO Max in de Verenigde Staten en op TNT in Spanje. Monedero verscheen tevens in een gastrol in seizoen drie van de Netflix televisieserie Valeria als Valeria Joven.

## Filmografie

### Films
| Jaar | Titel  | Rol   | Opmerkingen |
| ---- | ------ | ----- | ----------- |
| 2021 | Fomo   | Celia | Korte film  |
| 2021 | Chicas |       | Korte film  |

### Televisie
| Jaar      | Titel                | Rol                        | Extra                     |
| --------- | -------------------- | -------------------------- | ------------------------- |
| 2018–2020 | Skam España          | Elvira "Viri" Gómez Garcia | Hoofdrol; 39 afleveringen |
| 2022      | Días mejores         | Ainhoa                     | Gastrol; 1 afl.           |
| 2022      | I Don't Like Driving | Ruth                       | Terugkerende rol; 3 afl.  |
| 2023      | Valeria              | Valeria Joven              | Gastrol; 1 afl.           |

### Muziekvideos
| Jaar | Titel        | Artiest     | Extra                         |
| ---- | ------------ | ----------- | ----------------------------- |
| 2021 | "El Momento" | Tutto Durán | geregisseerd door Natt Monroy |